# Tormod Haugen

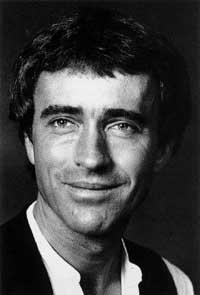
Tormod Haugen

Tormod Haugen (* 12. Mai 1945 in Trysil; † 18. Oktober 2008) war ein norwegischer Schriftsteller und Übersetzer.
Haugen studierte Deutsch, Kunstgeschichte und Literaturwissenschaft an der Universität Oslo. Er debütierte im Jahre 1973 mit dem Kinderbuch Nicht wie letztes Jahr (Ikke som i fjor) und verfasste in der Folgezeit eine Reihe weiterer Werke, die in 24 Sprachen übersetzt wurden. Im Jahr 1990 erhielt Haugen den renommierten Hans-Christian-Andersen-Preis für Die Nachtvögel, 1984 wurde er als erster Kinderbuchautor für den Literaturpreis des Nordischen Rates nominiert. 
Haugen übersetzte aus mehreren Sprachen, unter anderem die Narnia-Serie von Clive Staples Lewis.

## Werke (Auswahl)
- Der Traum vom Niemalsland. Arena Verlag 1989
- Die Juwelen des Zaren. Oetinger Friedrich GmbH 1999
- Die Nachtvögel. Übers. Gerda Neumann, Benziger Verlag 1978
- Geheimnisse hinter Türen. Benziger Verlag 1984
- Georg liebt Gloria. Ravensburger Buchverlag 2001
- Wenn ich einmal stark bin. Arena Verlag 1989

## Verfilmungen
- 1981: Der Junge im Baum (Zeppelin)

## Weitere Auszeichnungen
- 1979 Deutscher Jugendliteraturpreis
- 1979 Norwegischer Kritikerpreis
- 1988 Bastianpreis